# Stadtmuseum Alte Hofmühle

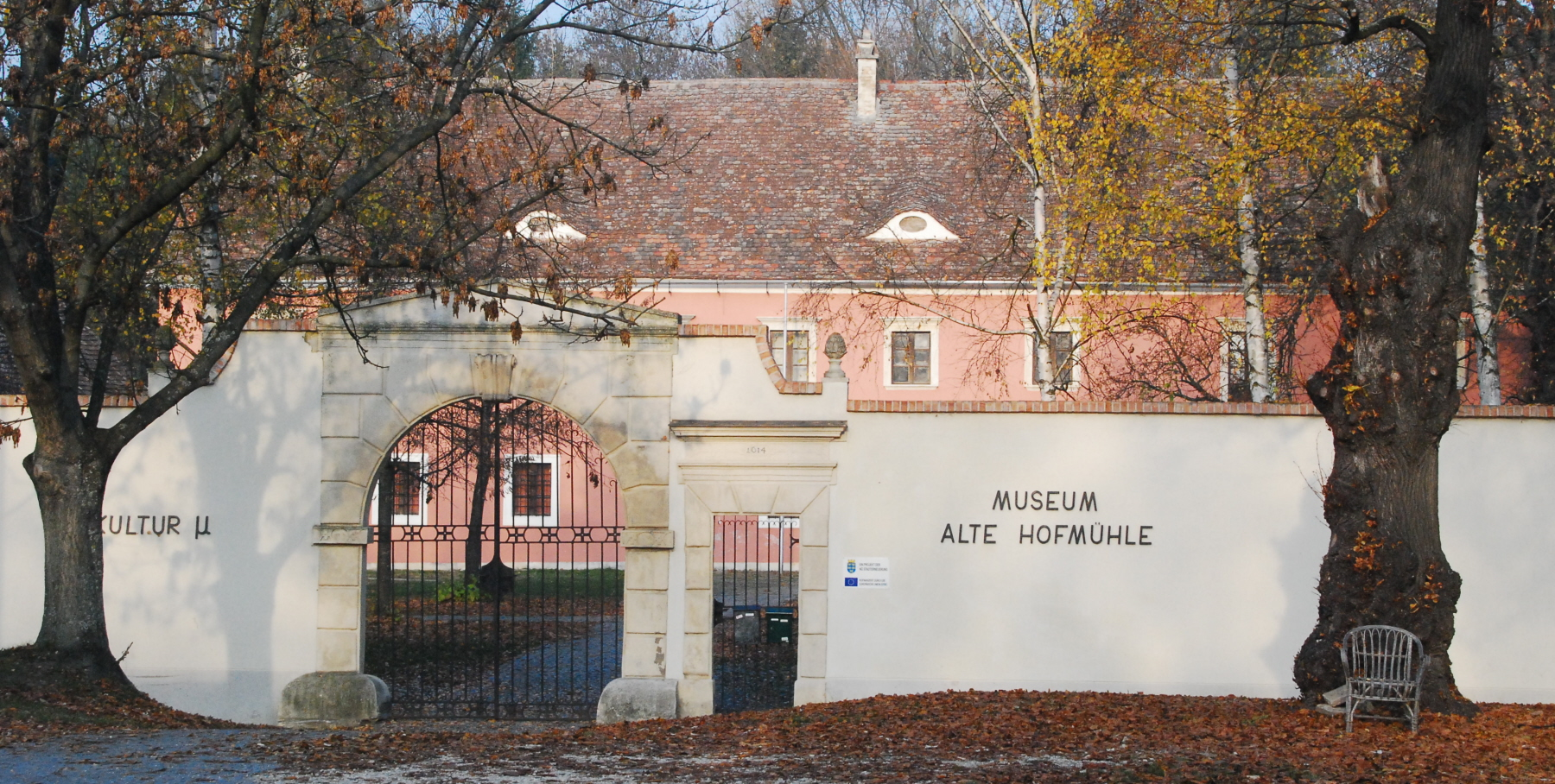
Stadtmuseum Alte Hofmühle Hollabrunn

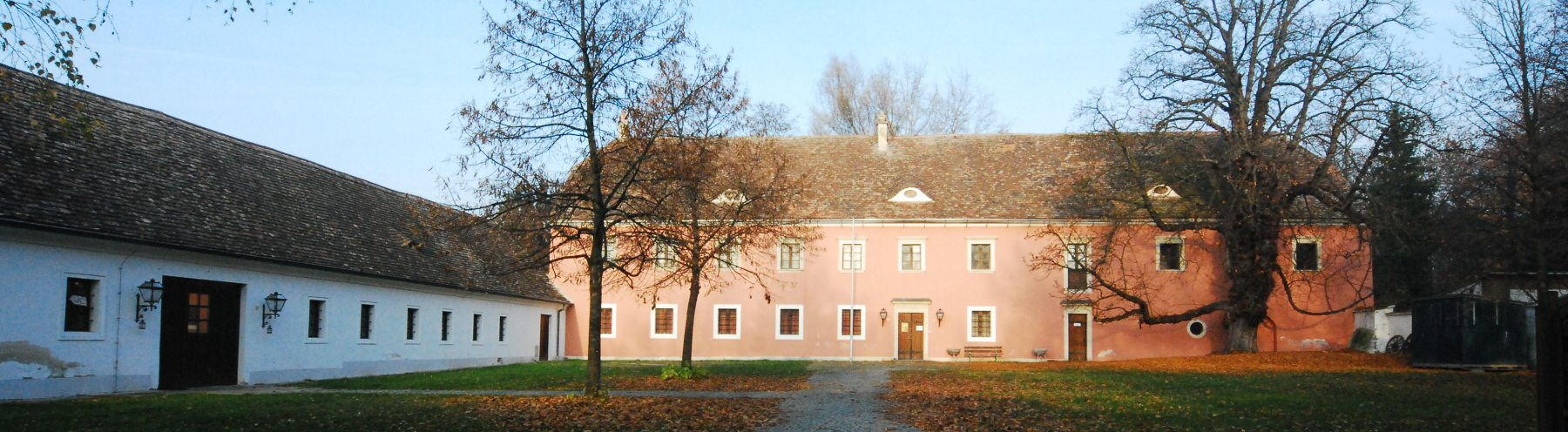
Panoramaansicht des Museums

Das Stadtmuseum „Alte Hofmühle“ in Hollabrunn ist in einem denkmalgeschützten ehemaligen Herrenhaus aus dem 16. Jahrhundert, das bis ins 20. Jahrhundert als Mühle verwendet wurde, untergebracht. Die Umgestaltung in ein Museum erfolgte in den 1970er Jahren. Heute befinden sich darin eine Dauerausstellung über Kunst und Kultur des Bezirks Hollabrunn sowie diverse Sonderausstellungen.

## Geschichte und Organisation
Bis ca. 1928 war das Gebäude als Mühle in Betrieb. Ursprünglich diente es als Sitz der Herren von Oberhollabrunn, später kam es 1348 an die Ministerialen von Sonnberg. Heute wird es als Stadtmuseum verwendet.
Aus privaten Sammlungen wurde 1903 das heutige städtische Museum gegründet. Darin befindet sich eine regionalgeschichtliche Sammlung über Arbeitswelt, Habaner-Keramik, Münzen und Gerätschaften. Außerdem kann man Dauerausstellungen besichtigen.
Als Rechtsträger fungiert die Stadtgemeinde Hollabrunn. Für die Organisation ist der Hollabrunner Museumsverein zuständig.

## Architektur
Die alte Hofmühle besteht aus einem zweigeschoßigen Haupt- und einem Wirtschaftshaus und bildet durch eine Außenmauer einen quadratischen Innenhof. In diesem findet sich ein Rundbogenportal mit Kämpfern und Volutenkeilstein. Über der kleinen Tür neben dem Tor steht die Jahreszahl 1614. Weitere Elemente sind das Schopfwalmdach, gefaschte Fensterumrahmungen, Rechtecktüren mit Relieffriesen in den Türstürzen. Die Holzbalkendecke aus dem 17. Jahrhundert wurde mit Holzbalken aus Schloss Sonnberg erweitert.
Im Innenhof steht ein Bildstock, der 1974 aus Maria Roggendorf hierher versetzt wurde. Der Bildstock setzt sich aus einem Pfeiler mit Quaderaufsatz und vorkragendem Gebälk zusammen. Er trägt eine verwitterte Stifterinschrift mit den Zahlen 166. Die Reliefs am Schaft beinhalten Passionswerkzeuge. Am Aufsatz befindet sich der Hl. Rochus, der Hl. Sebastian, die Pietà sowie zwei Bischöfe.
Das Museumsgebäude steht unter Denkmalschutz.

## Dauerausstellung
Im Obergeschoß des Gebäudes befindet sich eine Dauerausstellung zum Thema „100 Jahre Stadt Hollabrunn“. Außerdem findet man Informatives zu den Themen „Flüchtlingslager – Militärlager“ und „25 Jahre Neue Archäologie“.